# Ernst & lyset
Ernst & lyset er en dansk kortfilm fra 1996, skrevet og instrueret af Anders Thomas Jensen. I hovedrollerne er Jens Jørn Spottag og Søren Østergaard som hhv. Ernst og Jesus.
I filmen vender Jesus tilbage til Jorden efter 2000 år, blot for at erfare at verden og potentielle disciple ikke er hvad de har været.
Filmen modtog i 1997 en Oscar-nominering for bedste kortfilm.

## Handling
Ernst & lyset handler om rengøringsartikelsælgeren Ernst, der har været i Tyskland for at sælge rengørings redskaber, da han vender hjem til Danmark. Ved sin ankomst går han direkte til en mønttelefon, hvor han ringer til sin kone Connie. Efter en kort samtale går han ned i parkeringskælderen, hvor han starter sin røde bil med en nummerplade, der står "Ernie" på. På vej gennem byen støder han på en blaffer som han passerer to gange (uden synderlig forbløffelse). Pludselig stopper bilens motor. Den fremmede blaffer kommer ud af mørket omkring bilen, åbner bildøren og spørger høfligt "Må jeg køre med?", hvilket han får lov til. Mens de kører, prøver blafferen at overbevise Ernst om, at han er Guds søn Jesus, men Ernst bliver ved med at afvise at tro på den fremmedes påstand med uhøflige jokes og skæve kendsgerninger (udseende, antal troende og racisme) Til sidst opgiver den fremmede og går sin vej, i dette øjeblik oplyses verden i 10 sekunder.
Filmen strækker sig over relativt kort tid, nemlig fra Ernst lander i lufthavnen, til han har samlet Lyset (Jesus) op, og til Jesus opgiver og tager hjem til "far" (Gud).

## Filmens personer
Der er tre personer med i filmen, men kun to spiller en rolle, nemlig Ernst/Ernie og Lyset/Blafferen/Jesus. Den tredje person er Ernsts kone, Conni, som kun er med til at indlede og afslutte filmen.